# Yaakov ben Yakar
Yaakov ben Yakar, né en 990 et mort en 1064 à Mayence, est un talmudiste allemand. Il est connu comme le maître de Rachi, qui le désigne comme Mori HaZaken (mon maître, l'aîné).

## Biographie
Yaakov ben Yakar est né en 990,,,,.